# Консерватория Пьета-дей-Туркини
Консервато́рия Пьета́-дей-Турки́ни (итал. Conservatorio della Pietà dei Turchini) — одна из четырёх консерваторий Неаполя; музыкальное учебное заведение, действовавшее с 1573 по 1808 годы.

## История
Консерватория была основана в 1573 году как благотворительный приют для бедных детей при церкви Санта-Барбара-дей-Маринаи, которую называли также Инкоронателла (итал. Incoronatella). Благотворительное общество, управлявшее приютом, называлось «белые Инкоронателлы» (Bianchi dell’Incoronatella). В 1592 году в связи с увеличившимся количеством детей было начато строительство более вместительной церкви, получившей название Санта-Мария-делла-Пьета, в народе же прозванной Санта-Мария-дей-Туркини: от итальянского слова «turchino» (тёмно-синий цвет), из-за цвета одежды и головных уборов, которые выдавали воспитуемым. С момента переезда в новое здание количество детей в ней всегда было не менее ста. Со временем благодаря умелому и честному управлению приют получил покровительство многих неаполитанских вельмож и даже короля Испании Филиппа II. Первоначально детей обучали различным ремёслам, пока наконец в 1622 году не было принято решение сконцентрироваться на их обучении музыке; в том же году первым маэстро (руководителем) консерватории был назначен известный музыкант Джованни Мария Сабино. Несмотря на то, что условия проживания в консерватории были спартанскими, а дисциплина поддерживалась очень жёстко, консерватория Пьета-дей-Туркини выгодно отличалась от трёх остальных неаполитанских консерваторий как качеством управления, так и просторными и уютными помещениями для жизни и занятий воспитанников; в консерватории были также собственная хлебная печь, кухня, загон для скота, медицинский пункт и аптека.
В последовавшие годы и десятилетия во главе консерватории стояли такие известные музыканты, как Франческо Провенцале, Никола Фаго и Леонардо Лео, однако, как ни удивительно, за всё время своего существования из стен консерватории вышло куда меньше выдающихся сочинителей, чем из других неаполитанских консерваторий — зато Пьета-дей-Туркини дала миру множество известных исполнителей. Однако, после начала в конце XVIII века во Франции революции, дисциплина зашаталась и в этой консерватории, хоть и не привела к таким драматическим последствиям, как в консерватории Повери-ди-Джезу-Кристо. Тем не менее властями были приняты меры, и король Фердинанд IV назначил своим делегатом с абсолютными властными полномочиями Саверио Маттеи, а следом за ним — Джузеппе Сиджизмондо. Консерватория просуществовала дольше трёх других неаполитанских консерваторий, принимая к себе преподавателей и особенно учеников консерваторий Сант-Онофрио-а-Капуана и Санта-Мария-ди-Лорето после их закрытия. В 1808 году консерватория была преобразована в Королевскую коллегию, а затем — в консерваторию Сан-Пьетро-а-Майелла. Таким образом, консерватория Пьета-дей-Туркини — единственная из четырёх неаполитанских консерваторий, существующая, несмотря на ряд реорганизаций, в настоящее время.

## Известные преподаватели и ученики
За время существования консерватории в ней преподавали и обучались многие известные музыканты, в том числе:
- Джироламо Абос
- Эмануэле Барбелла
- Паскуале Кафаро
- Леонардо Лео
- Франческо Провенцале
- Джованни Мария Сабино
- Никола Сала
- Джакомо Тритто
- Дженнаро Урсино
- Лоренцо Фаго[итал.]
- Никола Фаго